# Syrtut m/1829-1854

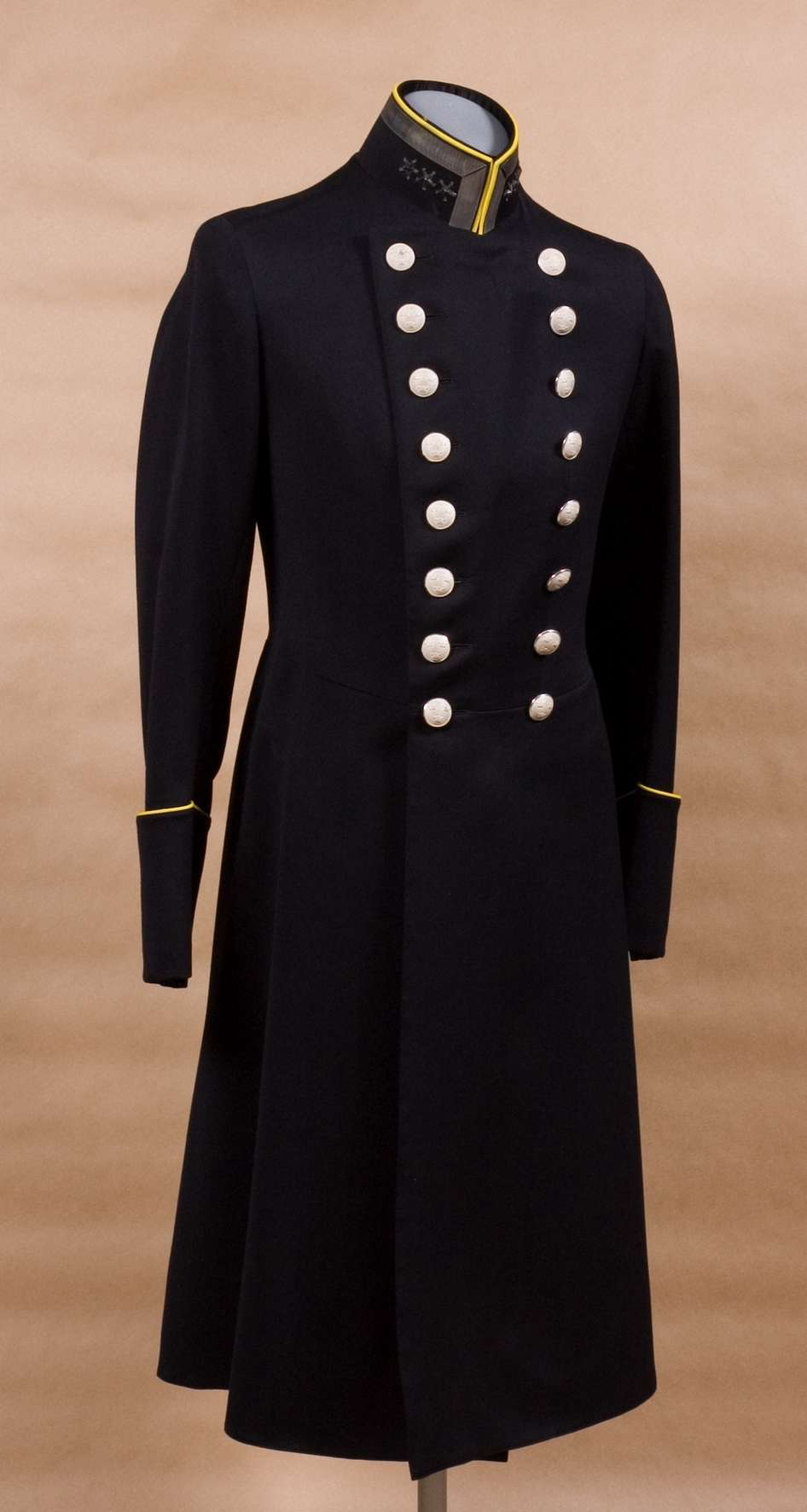
Syrtut m/1854 för överste vid Svea livgarde
(I 1).

Syrtut m/1829-1854 är en syrtut som används inom försvarsmakten (dåvarande krigsmakten).

## Utseende
Denna syrtut är tvåradig och har i dessa två rader åtta knappar vardera raden av regementets typ. Den har även en ståndkrage som igenhäktas nedtill och är i samma färg som syrtuten. Denna krages höjd varierar mellan 4 och 4,5 cm beroende på bärarens halshöjd. Krage och slag fodrade med kläde av samma färg som syrtruten. Ärmuppslagen är runda och 11–14 cm höga. På bakre skörten sitter spetsiga 22,5 cm långa fållklaffar (bakfickor) vardera med tre knappar m/1779 i silver, varav en sitter i livet, en i mitten och en vid klaffens nedre ända. På kragen, uppslagen och fållklaffarna sitter en gul passpoal om man tillhör dåvarande Svea livgarde. Skörten får inte vara kortare än till 3 cm och inte längre än 5 cm nedanför knäet. 

## Användning
Denna syrtut användes av hela arméns officerare och underofficerare med undantag från kavalleriet (som bar bigesch m/1858) och bars som ett alternativ till vapenrock vid daglig dräkt. Ersattes av kappa m/1872. Syrtuten är än idag godkänd persedel till liten paraddräkt och daglig dräkt, dock endast vid enskilt uppträdande och ej i sluten avdelning eller vid statsceremonier. Sidogevär bärs i sabelkoppel m/1859. Kask m/1887 får bäras då syrtut ersätter kappa m/1872 vid liten parad. 

## Fotografier

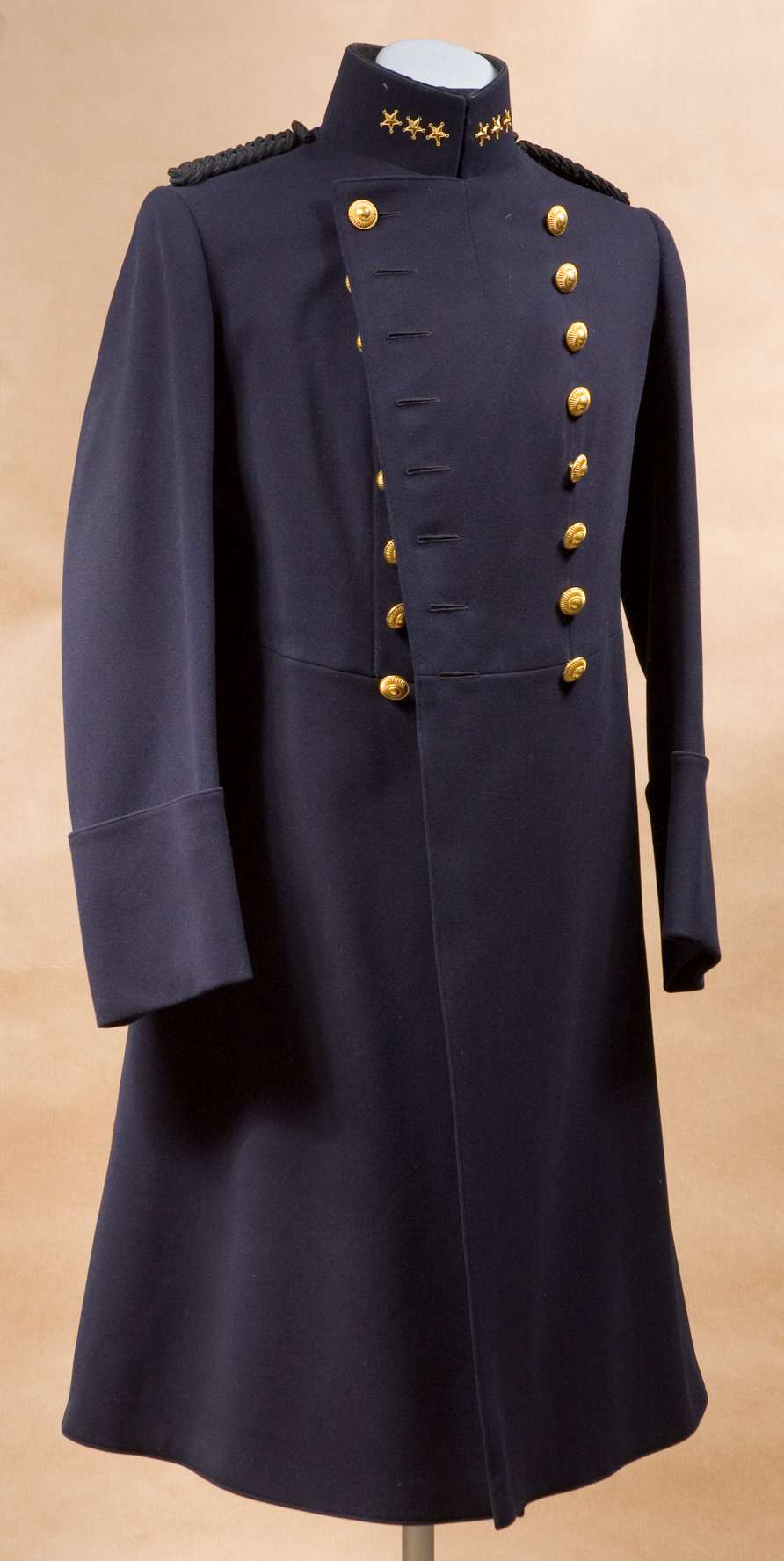
Syrtut m/1829-1854 för kapten vid artilleriet.
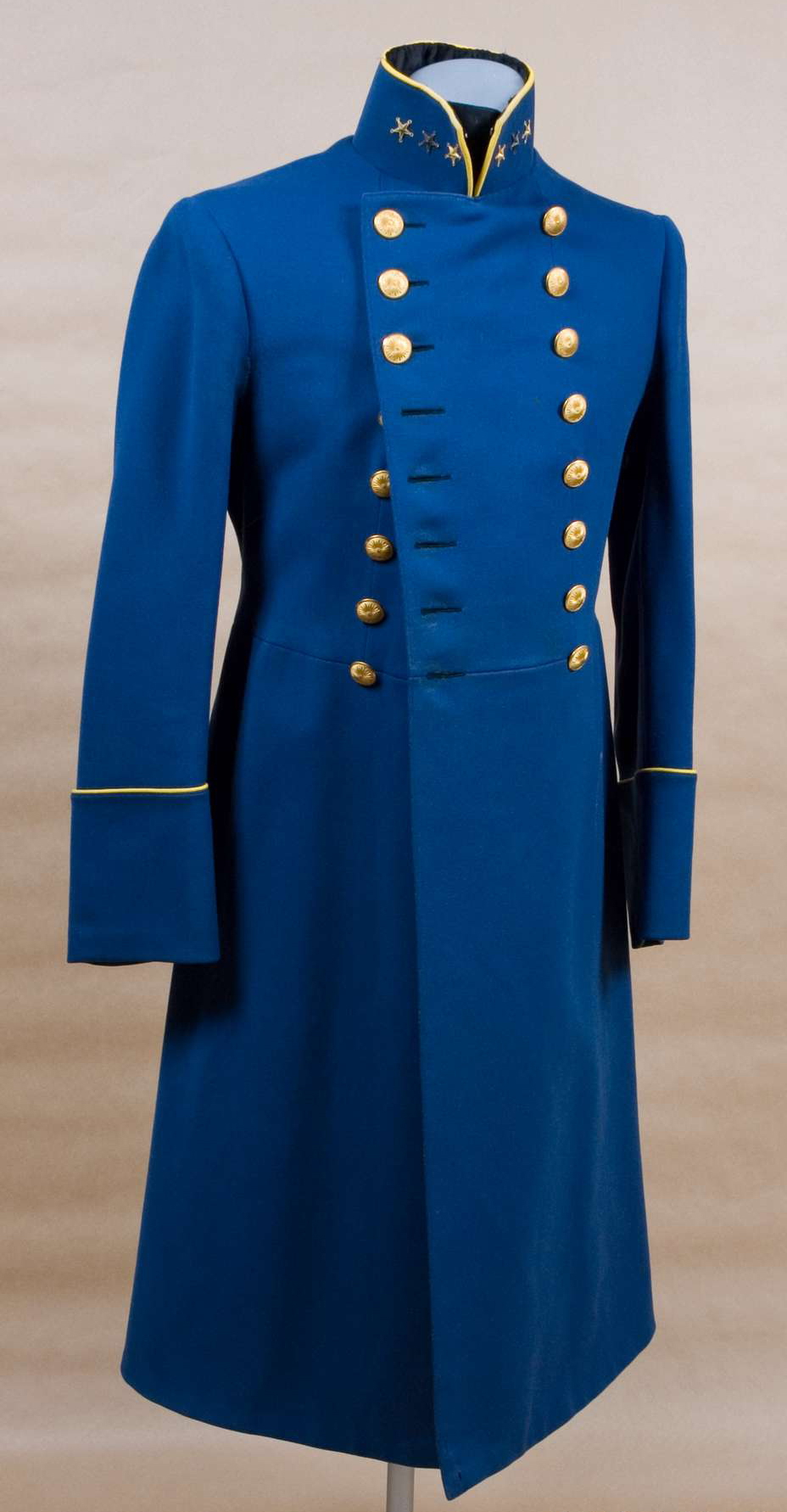
Syrtut m/1829-1854 för kapten vid Fortifikationen.

### Tryckta referenser
- Svenska arméns uniformer 1875-2000, Simon Olsson, Medströms förlag, Fälth & Hässler Värnamo 2011 ISBN  978-91-7329-103-3